# Metamora (Míchigan)
Metamora es una villa ubicada en el condado de Lapeer en el estado estadounidense de Míchigan. En el Censo de 2010 tenía una población de 565 habitantes y una densidad poblacional de 260,94 personas por km².

## Geografía
Metamora se encuentra ubicada en las coordenadas 42°56′44″N 83°17′35″O / 42.94556, -83.29306. Según la Oficina del Censo de los Estados Unidos, Metamora tiene una superficie total de 2.17 km², de la cual 2.16 km² corresponden a tierra firme y (0.24%) 0.01 km² es agua.

## Demografía
Según el censo de 2010, había 565 personas residiendo en Metamora. La densidad de población era de 260,94 hab./km². De los 565 habitantes, Metamora estaba compuesto por el 98.05% blancos, el 0.35% eran afroamericanos, el 0.53% eran amerindios, el 0.18% eran asiáticos, el 0% eran isleños del Pacífico, el 0.18% eran de otras razas y el 0.71% pertenecían a dos o más razas. Del total de la población el 1.42% eran hispanos o latinos de cualquier raza.